# Giáo hoàng Xíttô IV
Sixtô IV (Latinh: Sixtus IV) là vị giáo hoàng thứ 212 của Giáo hội Công giáo.
Theo niên giám tòa thánh năm 1806 thì ông đắc cử Giáo hoàng năm 1471 và ở ngôi Giáo hoàng trong 13 năm 4 ngày. Niên giám tòa thánh năm 2003 xác định ông đắc cử Giáo hoàng ngày 9 tháng 8 năm 1471, ngày khai mạc chức vụ mục tử đoàn chiên chúa là ngày 25 tháng 8 cùng năm và ngày kết thúc triều đại của ông là ngày 12 tháng 8 năm 1484.

## Trước khi thành giáo hoàng
Giáo hoàng Sixtus IV sinh tại Celle Ligure, gần Savona ngày 21 tháng 7 năm 1414 với tên thật là Francesco della Rovere. 
Ông là con của một người buôn dạ khá giả, lúc 9 tuổi, ông được dâng cho tu viện San Francesco của Savone. Ông tuyên khấn ở đó.
Sau đó Rovere học thần học tại Chieri, Bologne và Pavia. Sau khi đậu bằng cử nhân, ông được bổ nhiệm làm giáo sư thần học, luận lý học và triết học ở đại học Pađua. Sau đó ông trở thành nhà thuyết giảng và lần lượt leo lên các phẩm trật của dòng Phanxicô cho đến khi trở thành bề trên tổng quyền vào năm 1464.
Năm 1467, ông được nâng lên phẩm tước hồng y.

## Giáo hoàng
Năm 1471, khi Giáo hoàng Phaolô II qua đời, mật tuyển viện được triệu tập và sau bốn ngày hội đồng hồng y đã bầu ông lên làm Giáo hoàng ngày 9 tháng 8 năm 1471. Ông là một chính trị gia xuất sắc, một nhà thần học và là một vị bảo trợ nổi tiếng của các loại hình nghệ thuật và khoa học đời. Nhưng ông bị coi là một người hung bạo và "đầu óc rỗng". 

### Chống lại quân Thổ Nhĩ Kỳ
Những cố gắng đầu tiên của Giáo hoàng Sixtus IV dành cho việc chiến tranh chống lại quân Thổ. Ông cũng hô hào binh thành giá đánh Thổ Nhĩ Kỳ, nhưng Tây phương làm ngơ.
Năm 1481, vua Mehmed II qua đời, một cuộc tranh giành ngôi báu làm suy giảm lực lượng Thổ Nhĩ Kỳ, Tây Phương được tạm yên. Ông cũng không thành công trong việc kết hợp lại các Giáo hội Chính thống và Công giáo Nga bằng cuộc hôn nhân của Zoé Paléologne và Ivan III.

### Giáo hoàng nhân bản
Ông ấn định lễ kính Thánh Giuse vào ngày 19 tháng 3, và cho xây nhà nguyện Sixtine, sau này danh hoạ Michelangelo trang trí thêm. Đây là một nhà nguyện lớn xây dựng khoảng năm 1475. Nằm trong điện Vatican, nhà nguyện này phải phục vụ trong thời gian nhà thờ thánh Phêrô cũ bị tàn phá và nhà thờ mới được kiến trúc. Ông cũng làm giàu cho thư viện Vatican và mở cửa cho công chúng vào, chỉnh trang thành phố Roma, xây cất nguyện đường mang tên ông.
Ông đã thành lập các viện bảo tàng Capitole. Tặng cho dân chúng Rôma những pho tượng đã được lưu giữ tại cung điện Latran, trong đó có pho tượng chó sói cái Rôma danh tiếng. Vị Giáo hoàng đã cho mở, giới hạn và cho lát nhiều con đường như đường Recta, đường Sistina, đường Papale và đường Florea, cho phục hưng cầu máng Aqua Verfina.
Sixtus IV cho xây dựng và trùng tu nhiều tòa nhà tôn giáo như Vương cung thánh đường thánh Gioan Latran, các nhà thờ Santa Maria della Pace, Santa Maria del Populo và Sant’Agostino. Những người đồng thời với ông đặt tên công trình của ông là restauratio Urbis: sự phục hưng thành phố. Ông cũng tỏ ra là một mạnh thường quân nhân văn chủ nghĩa, một phần đối với các mục đích chính trị. Ông cho tổ chức lại Viện hàn lâm Rôma, tuyển dụng các ca viên cho nhà nguyện Giáo hoàng, tăng thêm quỹ cho Thư viện Vatican.

### Gia đình trị
Ông nhiễm nặng tinh thần gia đình trị đến độ ông can dự vào âm mưu của Pazzi chống lại Medicis ở Florence, do sự điều khiển của cháu ông là Hồng y Riario. Dưới sự bảo vệ của cháu mình, ông hành động chống lại dân Florence. Vụ việc kết thúc bằng một hiệp ước hoà bình được đánh dấu qua việc Giáo hoàng cho xây dựng Đền Thờ Santa Maria della Pace ở Rôma.
Ông cũng là vị Giáo hoàng đã phê chuẩn Tôn giáo Pháp đình thiết lập tại Tây Ban Nha; ký sắc lệnh tuyên bố rằng tiền bạc sẽ giải cứu linh hồn khỏi nơi luyện tội; dùng chức vị Giáo hoàng để làm giàu cho mình và bà con mình; phong cho 8 người cháu làm Hồng y trong lúc một số người ấy còn là thiếu nhi, trong đó có Giuliano Rovere (tức Giáo hoàng Giuliô II sau này) và Pietro Riario là những người sống xa hoa, thế tục; còn về giàu có, xa hoa, thì chẳng bao lâu ông và bà con ông hơn cả các quý tộc La mã thời xưa. Tệ lạm đó gây ra nhiều bất mãn, ghen tỵ, oán thù đi đến chỗ đổ máu. Khi ông qua đời, một tình trạng hỗn loạn thật sự đã diễn ra ở Roma.

### Năm thánh 1470
Theo quy định của Đức Thánh Cha Phaolô II (1461-1471) trong một Tông sắc ban hành vào năm 1470, từ này về sau, Năm Thánh sẽ được tổ chức cứ mỗi 25 năm và quy định này vẫn còn duy trì cho đến ngày nay đối với các Năm Thánh lệ thường. Năm Thánh thứ 6 vào năm 1475 như thế được tổ chức dưới triều đại của Sixtus IV (1471-1484) và kéo dài cho tới lễ Phục Sinh năm 1476. Để mọi giáo hữu khắp nơi có thể quy tụ về Rôma dự Năm Thánh 1475, Sixtus IV đã đình chỉ ban hành ơn toàn xá ở những nơi khác trên thế giới trong suốt thời kỳ này.
Sử dụng kỹ thuật in vừa được Johann Guttenberg phát minh, Giáo hoàng đã cho in Sắc chỉ Năm Thánh, tập chỉ dẫn khách hành hương và kinh nguyện ở những nhà thờ. Cũng kể từ năm 1475, Năm Thánh được tổ chức cứ mỗi 25 năm. Ngoài ra, từ năm này trở đi, từ ngữ Năm Thánh (Holy Year) cũng được chính thức sử dụng cho đến ngày nay; trước đây những năm như thế gọi là Năm Hồng Ân hay Toàn Xá (Jubilee).

### Liên quan đến tình dục
Giáo hoàng Sixtus IV đã bị cáo buộc là trao tặng những món quà và những khoản tiền cho những người hầu ưa thích nhất để đáp lại những quan hệ tình dục. Giovanni Sclafenato đã trở thành hồng y do Sixtus IV để tặng cho "lòng chân thật, sự trung thành...và những món quà của tâm hồn lẫn thể xác",, theo văn mộ chí Giáo hoàng trên bia mộ của ông. 
Điều khẳng định đã được xác nhận bởi Stefano Infessura, trong cuốn Diarium Urbis Romae của ông.
Ông qua đời ngày 12 tháng 8 năm 1484 tại Rôma và được an táng trong nhà nguyện Vô nhiễm của Vương cung thánh đường thánh Phê-rô.